# طارق سید
طارق سید (عربی: طارق السيد؛ زادهٔ ۹ اکتبر ۱۹۷۸) بازیکن فوتبال اهل مصر است.
از باشگاه‌هایی که در آن بازی کرده‌است می‌توان به باشگاه ورزشی زمالک اشاره کرد.
وی همچنین در تیم ملی فوتبال مصر بازی کرده‌است.